# Fengler József Keresztély
Fengler József Keresztély (Joseph Christian Fengler) (Bécs, 1733. szeptember 17. – Bécs, 1802. február 4.) győri püspök, piarista rendi pap, valóságos belső titkos tanácsos, költő.

## Élete
Miután a gimnáziumot elvégezte, 1751-ben a piarista rendbe lépett és 1769-től fogva a bécsújhelyi Theresianum Katonai Akadémiában tanár volt. II. József császár rendeletéből, 1786-ban a bencés rendi melki apátságot mint commendatárius apát kormányozta; végül 1787. augusztus 18-án győri püspök lett. Munkáját a francia háború akadályozta.
Gyászbeszédet mondottak fölötte április 26-án magyarul Szegedy Pál bencés rendi apát; latinul Majláth Antal győri kanonok és németül Paintner Mihály rátóti prépost (mind a három beszéd megjelent azon évben Győrött.) A győri székesegyház kriptájában helyezték örök nyugalomra.

## Munkái
- Oltári szentség. Egybe foglaltatott és a' lelkek' épületére a méltóságos főtisztelendö Fengler Jósef györi püspöknek ö nagyságának istenes költségével közzre botsáttotott; Sziesz Klára, Sopron, 1791
- Jubilaeum pro universis terris Austriacae dominationis venerabilibus fratribus archi-episcopis, ac ordinariis totius Austriacae dominationis Pius P. P. VI. cum Encyclicis Josephi Fengler episcopi Jaurinensis. Jaurini, 1795
- Ifju korában, Horányi Elek szerint, több ódát és német egyházi beszédet adott ki, melyeknek címét azonban nem közli.
- Levelei Révai Miklóshoz Győr. 1798. nov. 6. és 1799. jan. 17. latinul